# Volvo Trucks
Volvo Trucks (švedsko Volvo Lastvagnar) je švedski proizvajalec tovornjakov s sedežem v Gothenburgu. Podjetje je v lasti skupine Volvo. Volvo trucks ima proizvodne linije v 15 državah, ima zaposlenih okrog 19000 delavcev in na leto proizvede okrog 100000 tovornjakov. 
Prvi tovornjak so zgradili leta 1928.
Drugi proizvajalci v skupini Volvo Group Trucks so: Renault Trucks, Mack Trucks in UD Trucks (Nissan Diesel Trucks).

### Proizvodna linija (maja 2013)[3]
- Volvo FL
- Volvo FE
- Volvo FM
- Volvo FH
- Volvo FH16
- Volvo FMX
- Volvo VHD
- Volvo VN
- Volvo VNX (objavljen marca 2013[4])
- Volvo VM

### Tovornjaki v preteklosti
| - LV4 - Volvo LV60 | - Volvo LV66-serija - Volvo LV71-serija - Volvo LV76-serija - Volvo LV81-serija - Volvo Longnose - Volvo Sharpnose - TVA in TVB | - The "Roundnose" - TVC |

| - Volvo L340 - Volvo Titan - Volvo Viking - TL11, TL12 and TL22 - Volvo Brage - TL31 - Volvo Snabbe | - Volvo L-331 - Volvo Brage - Volvo F85 - Volvo F88 - Volvo Snabbe - Volvo Viking - Volvo Titan | - Volvo F88 - Volvo Snabbe - N7, N10 in N12 - C3 - F4 in F6 - Volvo F10, F12 in F16 - F6S - F7 - Globetrotter |

| - CH230 - Volvo FL - Volvo FL - Volvo FS10 - Volvo F10, F12 in F16 - Volvo NL10 in NL12 - volvo N12 | - Volvo FS7 - Volvo FH - Volvo FL12 - Volvo ECT in FL6 Hybrid - Volvo VN in NH - FLC - Volvo FM7, FM10 in FM12 |  |

#### 2000eta
- FH12 in FH16
- Volvo VN in NH
- Volvo FM
- Volvo FL6
- Volvo VT (zasnovan na podlagi VN)